# Tuinmeubel
Tuinmeubels zijn meubels die vooral in de tuin gebruikt worden. Ze kunnen uitgevoerd zijn in verschillende soorten (weersbetendige) materialen, zoals kunststof, hout of metaal. Er zijn eenvoudige, goedkope en zeer dure luxueuze versies, afhankelijk van omvang, materiaalkeuze en afwerking.
Bekende voorbeelden van tuinmeubelen zijn tuinstoelen, -banken of bankstellen (loungesets), al dan niet voorzien van een kussen, en daarnaast eettafels of picknicktafels. Ook ligbedden en overige accessoires, zoals parasols, tuinlampen of zonneschermen kunnen onderdeel zijn van het tuinmeubilair.
Veel gebruikte materialen zijn weersbestendig metaal zoals aluminium, wicker (een vlechtdraad), houtsoorten als hardhout, teakhout en steigerhout met in geval van kussens, bedekkingen als textileen (een weerbestendig kunststofdoek), foam en dracon. Voor de afwerking wordt behalve van olie en verf ook - bij een frame van aluminium- gebruik gemaakt van poederlak.
Grotere constructies in de tuin, zoals tuinhuizen en priëlen, worden als tuinarchitectuur gezien.

## Galerij

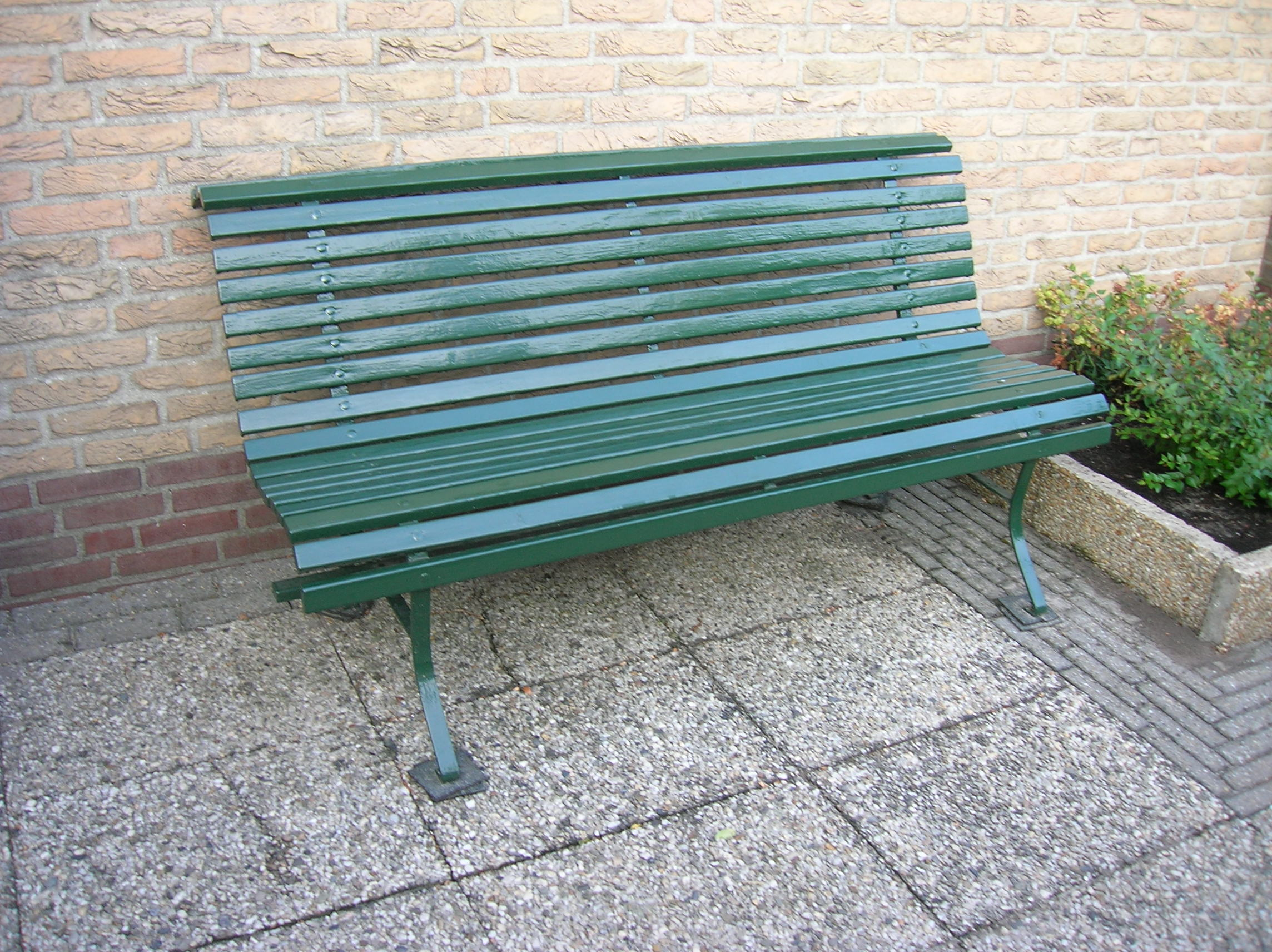
Een tuinbank
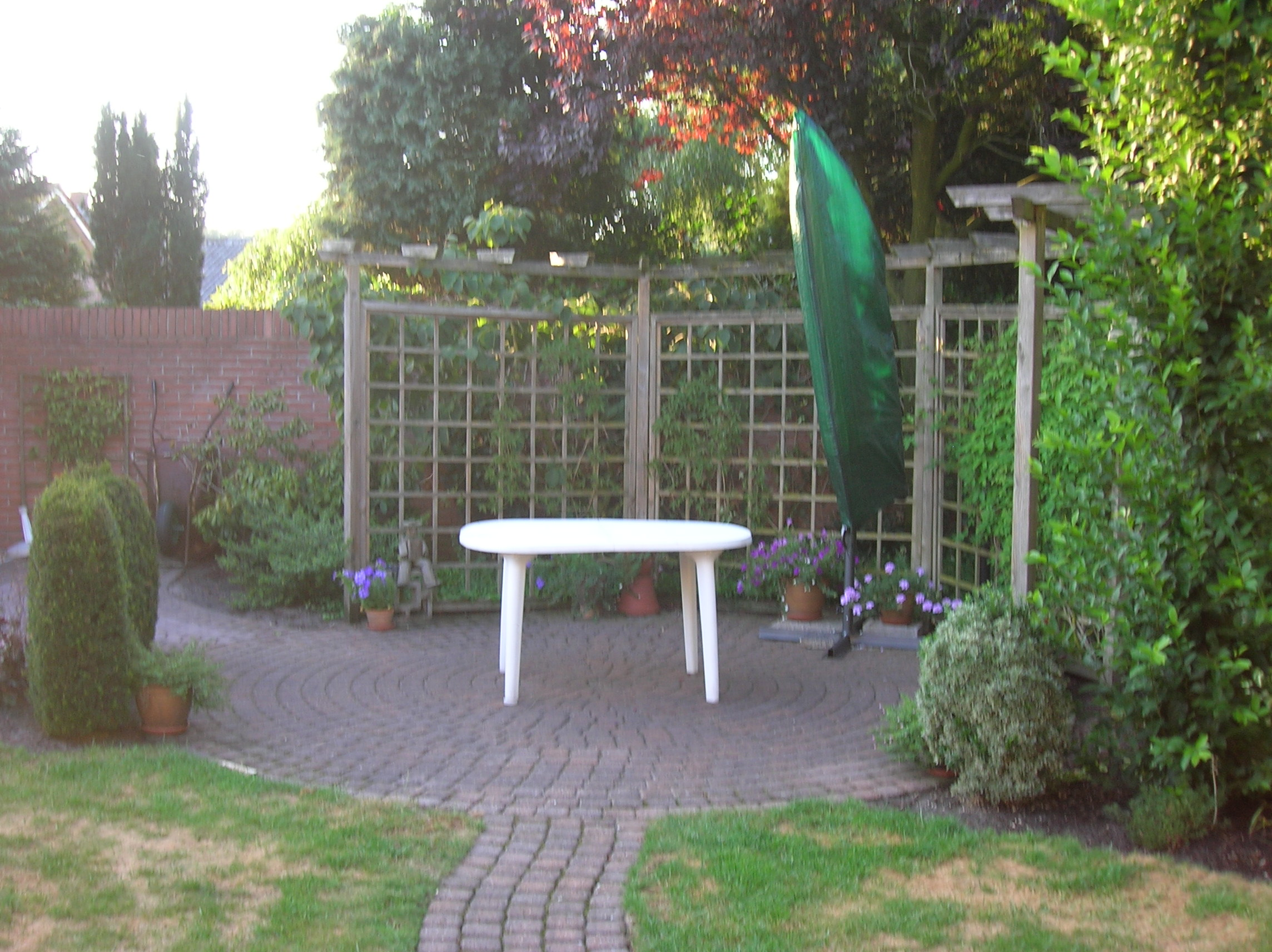
Tuin met tuintafel